# Nitocrellopsis intermedia
Nitocrellopsis intermedia är en kräftdjursart som först beskrevs av Claude Chappuis 1937.  Nitocrellopsis intermedia ingår i släktet Nitocrellopsis och familjen Ameiridae. Inga underarter finns listade i Catalogue of Life.